# Geoesquema de las Naciones Unidas para África

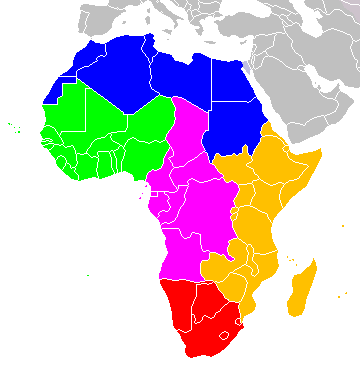
Subregiones de África:
África Central
África del Norte
África del Sur
África Occidental
África Oriental

La siguiente es una lista alfabética de las subregiones en el geosquema de las Naciones Unidas para África, utilizada por la ONU y mantenida por el departamento de la UNSD con fines estadísticos.

## África Central
| - Angola - Camerún - Chad - Gabón | - Guinea Ecuatorial - República Centroafricana - República del Congo - República Democrática del Congo - Santo Tomé y Príncipe |

## África del Norte
| - Argelia - Egipto - Libia - Marruecos | - Sahara Occidental - Sudán - Túnez |

## África del Sur
- Botsuana
- Lesoto
- Namibia
- Sudáfrica
- Suazilandia

## África Occidental
| - Benín - Burkina Faso - Cabo Verde - Costa de Marfil - Gambia - Ghana | - Guinea - Guinea-Bisáu - Liberia - Mali - Mauritania - Níger | - Nigeria - Santa Elena, Ascensión y Tristán de Acuña - Senegal - Sierra Leona - Togo |

## África Oriental
| - Burundi - Comoras - Eritrea - Etiopía - Kenia | - Madagascar - Malaui - Mauricio - Mayotte - Mozambique | - Reunión - Ruanda - Seychelles - Somalia - Sudán del Sur | - Tanzania - Uganda - Yibuti - Zambia - Zimbabue |